# Girasoli (film)
Girasoli è un film drammatico del 2023, scritto e diretto da Catrinel Marlon, al suo esordio alla regia.

## Trama
Anni sessanta. Anna è una giovane infermiera cresciuta in un orfanotrofio che viene assunta in un ospedale psichiatrico grazie alla conoscenza di una suora che vi lavora. Qui viene affiancata all'infermiera Camilla nel padiglione dove sono tenuti i bambini. Tra i giovani pazienti vi è Lucia, una ragazzina di 15 anni rinchiusa da diverso tempo e seguita dallo psichiatra Oreste Gentile. In un contesto per nulla accogliente, più simile a un carcere che a un ospedale, si instaura la nuova dottoressa Marie D'Amico, che si prende in carico il caso di Lucia provando una terapia diversa, senza fare assumere farmaci alla ragazzina e privandola di ogni restrizione (lacci, camicie di forza) in una sala accogliente dove medico e paziente possano parlare liberamente. Gli innovativi metodi della dottoressa sono discordanti da quelli del dottor Gentile, che somministra alla ragazza degli psicofarmaci in quanto dichiarata schizofrenica, nonostante la giovane età.
Anna si affeziona presto ai suoi giovani pazienti, e in particolare a Lucia, instaurando con loro un rapporto di fiducia e dando loro quell'affetto che è sempre mancato e che non avevano mai ricevuto da nessuno, né dall'infermiera Camilla, né dalla suora e né tanto meno da Carlo, capo della sicurezza estremamente severo e punitivo con i ragazzi che si rivela irrispettoso nei confronti di Anna, provando più volte ad adescarla senza il suo consenso.
La dottoressa D'Amico vede in Anna un'alleata contro il sistema punitivo e arretrato dell'ospedale. Entrambe sono convinte che Lucia non sia pazza e che abbia solo bisogno di curare le ferite di un brutto trauma. Data la sua età adolescenziale, Lucia è in procinto di abbandonare il padiglione dei bambini per essere trasferita tra gli adulti, il che desta preoccupazione per le due donne, le quali temono che le condizioni della ragazzina possano solo peggiorare. Tra Anna e Lucia nasce un amore impossibile: l'infermiera prova a scappare con Lucia dalla struttura, ma la ragazza non è convinta e decide di rimanervi, e Anna viene dunque licenziata.
Nel frattempo, gli psichiatri D'Amico e Gentile trovano degli scritti di Lucia in cui dice che sua madre aveva ucciso suo padre facendolo rinchiudere nel padiglione 90 dell'ospedale. Questa confessione era stata fatta dalla ragazza ad Anna, e si rivela essere il trauma che causa il malessere della ragazza. In realtà, in un colloquio con la madre, viene fuori che il padre di Lucia è morto davanti a lei quando aveva 6 anni. Ad ogni modo, anche il dottor Gentile si convince che Lucia sia in grado di guarire e, in accordo con la dottoressa D'Amico, tenta un nuovo tipo di terapia più conciliante, nonostante ora la ragazza sia stata trasferita assieme alle adulte.
Il film si conclude con Lucia che fa recapitare una lettera ad Anna, nella quale esprime tutta la sua gratitudine per l'affetto che l'infermiera le aveva donato, lasciando trasparire un po' di speranza nella sua guarigione.

## Produzione
Il film segna il debutto nel ruolo di regista di Catrinel Marlon, la quale ricopre il ruolo di sceneggiatrice con Francesca Nozzolillo e Heidrun Schleef.

### Riprese
Le riprese del film sono iniziate tra il dicembre 2022 e il gennaio 2023 a Roma, per poi proseguire in Belgio e Romania.

## Distribuzione
Presentato in anteprima fuori concorso al Torino Film Festival il 25 novembre 2023, il film è poi stato distribuito nelle sale cinematografiche italiane a partire dal 23 maggio 2024.

## Accoglienza

### Critica
Carlotta Pegollo, recensendo il film per la Repubblica, afferma che la regista «riesce ad affrontare con sguardo autentico una tematica complessa e delicata» non portando la pellicola ad essere una «spettacolarizzazione della sofferenza, della reclusione e del dolore», grazie ad una narrazione «incisiva e puntuale».
Camillo De Marco di Cineuropa descrive la regia di Catrinel Marlon «didascalica», e il cui obiettivo è «riflettere sulla follia, sull’amore e sulle relazioni umane», che tuttavia nella trama «non è capace di contenere tutto questo materiale, rischiando di banalizzare il solidale triangolo di sorellanza che si era creato tra infermiera, paziente e dottoressa» portandolo «a favore di un pubblico più generalista che non cerca lo spessore dell’autorialità». Antonio D'Onofrio su Sentieri Selvaggi nota che «quando lo sguardo si abbandona alla pura contemplazione del terrore ottiene i suoi momenti migliori che purtroppo cadono subito dietro il ritorno ad una narrazione canonica, elementare».

## Riconoscimenti
- 2024 - Nastro d'argento
  - Premio Fondazione Claudio Nobis a Catrinel Menghia